# Club Social Deportivo Bancos
El Deportivo Bancos es un club de fútbol del Perú de la ciudad de Pucallpa en el departamento de Ucayali, fue fundado el 11 de julio de 1954 y actualmente participa en la Copa Perú.
Su clásico e histórico rival es el Deportivo Pucallpa, con quien disputa el denominado Clásico Pucallpino.

## Historia
El Club Deportivo Bancos fue fundado el 11 de julio de 1954 y tuvo su época dorada en la década de 1990 donde participó en Primera División en la época de los regionales.

### Debut en la Primera División del Perú
En 1990 tuvo su primera incursión en la máxima categoría participando en los Regionales I y II de la Zona Oriente, sin mayor protagonismo, aunque eso si, pudo mantener la categoría, los campeones de ese año fueron Deportivo Hospital (Regional I) y Unión Tarapoto (Regional II). Para 1991 estuvo cerca de llegar al Descentralizado, pese a que en los Regionales I y II el campeón fue Colegio Nacional de Iquitos, disputó ante este equipo un 'Play-Off', debido a la reducción de clubes, para acceder al  Campeonato Descentralizado 1992. Sin embargo ese partido lo perdería 4-1 en Lima. descendiendo al Torneo Zonal 1992.

### Campaña en el Torneo Zonal 1992
Para 1992 tras ganar el Zonal III, dejando en el camino a equipos como Alianza Huánuco, Pilcomayo, Mina San Vicente, Unión Huayllaspanca, La Victoria y ADT de Tarma, pasó a disputar el cuadrangular ante los otros campeones zonales: Ovación Sipesa (Campeón Zonal I), Unión Huaral (Campeón Zonal II) y Alfonso Ugarte (Campeón Zonal IV), esa liguilla le permitía al campeón ascender al Descentralizado, sin embargo a los 'canarios' no les fue bien, de los seis encuentros disputados apenas ganó dos: venció 1-0 a Ovación Sipesa y 2-0 a Alfonso Ugarte respectivamente, mientras que los otros cuatro encuentros los perdió: 3-0 ante Ovación Sipesa y Alfonso Ugarte respectivamente y 1-4 y 2-0 ante Unión Huaral. Totalizó cuatro puntos y quedó en el cuarto lugar (último), con lo que al año siguiente tuvo que retornar a la Copa Perú.

### Campaña en la Copa Perú 2009
Para la Copa Perú 2009 el elenco 'canario' obtuvo el título distrital en Pucallpa y el provincial en Coronel Portillo; sin embargo, desde los primeros meses del año estuvo sumergido en problemas extradeportivos, situación por la que se desprendió de varios jugadores y hasta de su comando técnico, encabezado por el brasileño 'Luisinho' (ex Melgar y Torino). Obtuvo su pase a la Etapa Regional luego de superar por la mínima diferencia a Sport Pilsen de Padre Abad.
En la etapa regional 2009 quedó igualado en su grupo con el Deportivo UNAP, y jugaron partido extra en Lima donde perdió 4-2 y fue eliminado.

### Temporada 2013
El equipo «canario» se reforzó bien para la temporada 2013, logrando el título distrital de Callería. Consiguió también el título provincial de Coronel Portillo, pero no pudo hacerlo con el título departamental ya que perdió la final ante Sport Loreto por 1-0. Ya en la Etapa Regional, no pudo acceder a la siguiente etapa al quedar en cuarto lugar.

## Uniforme
- Uniforme titular: Camiseta amarilla, pantalón negro, medias negras.
- Uniforme alternativo: Camiseta blanca, pantalón negro, medias blancas.

| 1990-1991 | 1992 - 2012 | 2013 | 2020 | 2022 |  |

### Indumentaria y patrocinador
| Periodo     | Proveedor | Logotipo |
| ----------- | --------- | -------- |
| 1991-1994   | Adidas    |          |
| 2015-2018   | Chura     | –        |
| 2019        | Lomas     |          |
| 2020-2022   | Chura     | –        |
| 2022-Actual | Adidas    |          |

| Periodo   | Patrocinador                  |
| --------- | ----------------------------- |
| 1989-1994 | Tasa                          |
| 2015-2018 | Pollos Willon                 |
| 2019      | Cevichería Restaurant Mixtura |
| 2020      | A.V. Import                   |
| 2022      | Robcab Importaciones          |
| 2022      | Sponsor Gamarra Editores      |

## Rivalidades
El club tiene como rival principal al Deportivo Pucallpa, equipo con quien disputa el Clásico Pucallpino.

## Estadio
El Estadio Aliardo Soria Pérez (conocido como el Estadio Oficial de Pucallpa) es un recinto deportivo para la práctica de fútbol ubicado en la ciudad de Pucallpa, departamento de Ucayali.
El estadio es propiedad del Instituto Peruano del Deporte. En él, juegan sus partidos de local los clubes Sport Loreto, Deportivo Pucallpa, Deportivo Bancos, todos ellos participan en el campeonato de la Copa Perú.
Tenía un aforo para 15.000 espactadores cómodamente sentados. No obstante, en abril de 2010 empezaron las obras de ampliación y techado del recinto, lo cual aumentó su aforo a 25.000 espectadores según el Gobierno Regional de Ucayali. Además cuenta con césped sintético y está siendo remodelando para contar con pista atlética.

## Hinchada
La Banda Kanaria se hace llamar la hinchada del Deportivo Bancos.

## Datos del club
- Temporadas en Primera División:  2 (1990-1991).[7]

## Entrenadores
- Walter Milera (1991-1992)
- Jimmy Pinedo / Gregory Farfán (2014)
- Juan Carlos Manihuari López (2019)
- Jimmy Alexander Gonzáles Del ÁGuila (2020-2021)
- Jimmy Alexander Gonzáles Del ÁGuila (2024)

## Palmarés

### Torneos regionales
| / Competición regional                    | Títulos                             | Subcampeonatos |
| ----------------------------------------- | ----------------------------------- | -------------- |
| Torneo Zonal - Zona III (1/0)             | 1992.                               |                |
| Liga Departamental de Ucayali (1/2)       | 1988.                               | 2009, 2013.    |
| Liga Departamental de Loreto (0/1)        |                                     | 1971.          |
| Liga Provincial de Coronel Portillo (3/0) | 1988, 2009, 2013.                   |                |
| Liga Distrital de Callería (6/2)          | 1967, 1971, 1988, 2009, 2013, 2017. | 1955, 2022.    |